# Peter Brosens

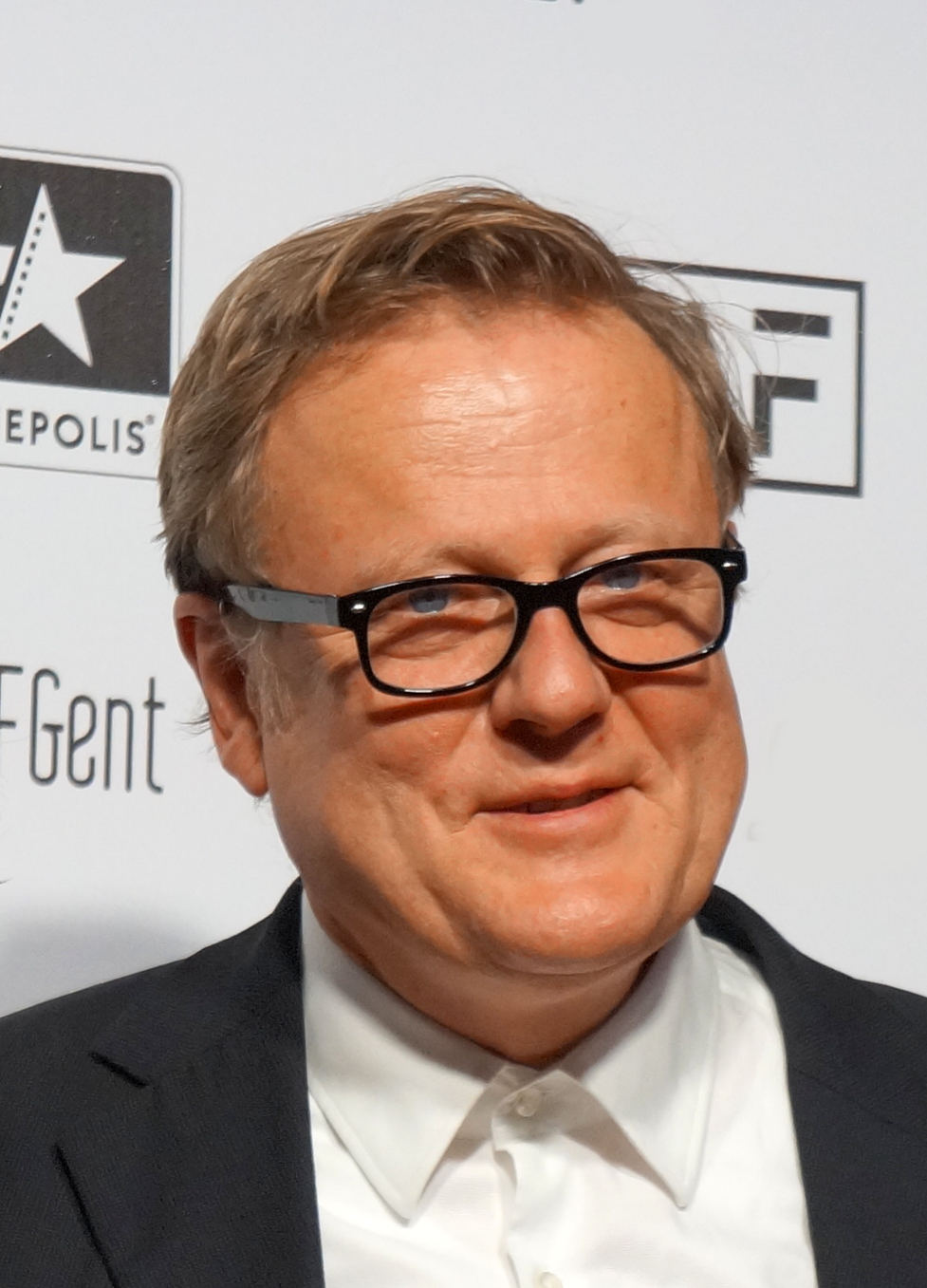
Peter Brosens

 Peter Brosens (Leuven, 1962) is een Vlaams filmregisseur, filmproducent en scenarioschrijver.
Hij is vooral bekend als regisseur voor zijn documentaires, maar had met Khadak zijn eerste avondvullende fictiefilm. Deze kreeg op het 63ste Filmfestival van Venetië in 2006 de felbegeerde Luigi De Laurentiisprijs voor het beste speelfilmdebuut. Hun debuut fictiefilm was dat jaar ook te zien op de festivals van Toronto, São Paulo, Stockholm, Thessaloniki, Rome, Bratislava, Moskou en Sint-Petersburg. Dat jaar krijgt Brosens samen met mede-regisseur en ook zijn echtgenote Jessica Woodworth ook de jaarlijkse Cultuurprijs voor Film van de Vlaamse Gemeenschap. Hun tweede speelfilm zit in de Semaine de la Critique op het filmfestival van Cannes, dit is de oudste nevensectie van het festival die eerste en tweede films van beloftevol talent voorstelt. 

## Films
- Le piège. D’Après Luigi Pirandello, samen met Peter Kruger (1991)
- Why did the angels lose their faces?, samen met Peter Kruger (1991)
- El campana de oro, documentaire (1992)
- El camino del tiempo, documentaire (1993)
- City of the steppes, documentaire samen met Odo Halflants (1994)
- Nazareth, documentaire van Peter Kruger, als producent (1997)
- The death of James Lek byarsithe white mass, documentaire (1995)
- Klatsch! documentaire van Lut Vandekeybus, als producent (1998)
- State of Dogs, documentaire samen met Dorjkhandyn Turmunkh (1998)
- The eclipse of Sint-Gillis, documentaire samen met Peter Krüger (1999)
- Khadak, fictiefilm samen met Jessica Woodworth (2006)
- Altiplano, fictiefilm samen met Jessica Woodworth, zowel regie, scenario als producent voor Vlaanderen (2009)
- La Cinquième Saison, fictiefilm samen met Jessica Woodworth (2012)
- King of the Belgians, fictiefilm samen met Jessica Woodworth (2016)